# Adóbehajtás
Az adóhatóság alkalmazottja a végrehajtási eljárásban az egyes végrehajtási cselekmények foganatosításakor a bírósági végrehajtásról szóló 1994. évi LIII. törvény rendelkezéseit alkalmazza, ha e törvény másként nem rendelkezik. Az adóvégrehajtót az eredményes végrehajtás érdekében mindazok a jogok megilletik, amit a bírósági végrehajtónak biztosít.

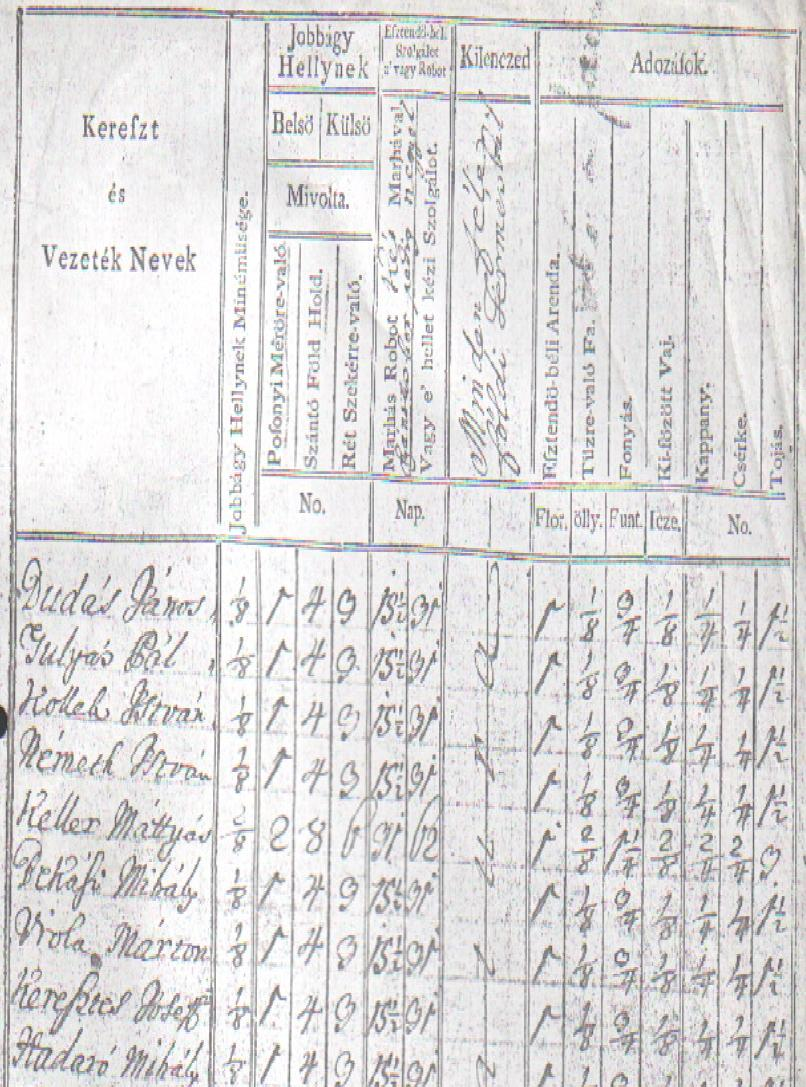
Adó-főkönyv részlet

## Végrehajtási eljárás
A végrehajtási eljárás célja a meg nem fizetett adótartozás behajtása. Adótartozásnak minősül a határidőben meg nem fizetett adó, illetve a jogosulatlanul igénybe vett költségvetési támogatás. A végrehajtási eljárás megindításáról az Adóhivatalnak nem kötelessége értesíteni az adózót, erre jogszabály nem kötelezi, azonban küldhet fizetési felszólítást. A gyakorlatban a megindított végrehajtási eljárásról az első végrehajtási cselekményből értesülhet az adózó. Forrás: 

## Végrehajtható okirat
Az adóigazgatási eljárásban végrehajtható okirat:
- a fizetési kötelezettséget megállapító jogerős hatósági határozat,
- az önadózás esetén a fizetendő adót (adóelőleget) tartalmazó bevallás,
- a behajtási eljárás során a behajtást kérő megkeresése.

Az okirat végrehajthatóságához külön intézkedésre (záradékolás, végrehajtási lap kiállítása stb.) nincs szükség. Az adótartozás után felszámított pótlék, kamat az adótartozásra vonatkozó végrehajtható okirat alapján hajtható végre.

## Eljáró hatóságok
A végrehajtást az első fokon eljáró adóhatóság folytatja le az adók módjára behajtandó köztartozás jogosultjának megkeresése alapján
- magánszemély esetében a belföldi lakóhely vagy szokásos tartózkodási hely, ennek hiányában szokásos fellel-hetőségi helye szerint illetékes önkormányzati adóhatóság,
- jogi személy és egyéb szervezet esetében az illetékes állami adóhatóság

jár el, kivéve, ha törvény a köztartozás beszedését más szerv hatáskörébe utalja.
- Az illetékhivatal és az önkormányzati adóhatóság a végrehajtást az adós lakóhelye, székhelye vagy végrehajtás alá vonható vagyontárgya szerinti helyi bíróság mellett működő, az ügyelosztási szabályok szerint illetékes önálló bírósági végrehajtó útján is foganatosíthatja. Ez esetben a bírósági végrehajtó az e törvényben foglalt rendelkezések alkalmazásával jár el.

Amennyiben ugyanazt az ingóságot vagy ingatlant több adóhatóság is lefoglalta, a végrehajtás folytatására és az értékesítésre az a végrehajtó jogosult és köteles, aki a vagyontárgyat, a többi végrehajtót megelőzően foglalta le. Egyidejű foglalás esetén az adóhatóságok megegyezése szerint kell folytatni a végrehajtást. Ha az illetékesség meg-szűnéséről az adóhatóság a végrehajtási cselekmény foganatosítását követően szerez tudomást, az illetékességválto-zás a már foganatosított végrehajtási cselekmények hatályát nem érinti.

## Végrehajtás alá vonható vagyontárgyak
A fióktelep útján folytatott tevékenységgel összefüggésben keletkezett adótartozás végrehajtása során a külföldi vállalkozás valamennyi belföldön található vagyonára végrehajtás vezethető.

## Biztosítási intézkedés
Amennyiben valószínűsíthető, hogy a követelés későbbi kielégítése veszélyben van, az adóhatóság biztosítási intéz-kedésként elrendeli
- a pénzkövetelés biztosítását, illetve
- meghatározott dolog zárlatát.

Biztosítási intézkedés akkor rendelhető el, ha
- a fizetési kötelezettséget megállapító adóhatósági határozat még nem végrehajtható,
- végrehajtható az adóhatósági határozat, de az abban meghatározott teljesítési határidő még nem telt le.

A biztosítási intézkedést az az adóhatóság rendeli el, amelyik a fizetési kötelezettséget megállapító határozatot hozta. A biztosítási intézkedésre a végrehajtási eljárás során irányadó szabályokat kell alkalmazni. A biztosítási intézkedés ellen végrehajtási kifogásnak van helye, amelynek a biztosítási intézkedésként foganatosított végrehajtási cselekményekre nincs halasztó hatálya. A biztosítási intézkedésként foganatosított végrehajtási cselekményeket a vég-rehajtási eljárás megindítása után nem kell megismételni. A végrehajtási eljárás alapjául szolgáló határozat megsemmisítése esetén a biztosítási intézkedést fel kell oldani. A biztosítási intézkedés során elvégzett foglalás hatálya kiterjed a végrehajtási eljárásra is.

## A végrehajtási eljárás megindítása
Az adóhatóság az adótartozás megfizetésére az adózót, az adó megfizetésére kötelezett személyt (a továbbiakban együtt: adós) felhívhatja, eredménytelen felhívás esetén a végrehajtást megindítja. A végrehajtási eljárás az adóhatóság külön határozata nélkül, a végrehajtási cselekmény foganatosításával indul. Az ingatlan-végrehajtás elrendeléséről és a tartozás biztosítására az ingatlan-nyilvántartásba jelzálogjog bejegyzéséről az adóhatóság határozatban rendelkezik. Az adótartozás behajtása érdekében a tartozást megállapító vagy nyilvántartó adóhatóság a végrehajtható okirat alapján a végrehajtás iránt haladéktalanul intézkedik.

## Visszatartási jog gyakorlása
Az adózó a költségvetési támogatás (adó-visszaigénylés, adó-visszatérítés) igénylésekor az erre a célra rendszeresített nyomtatványon nyilatkozik arról, hogy a nyilatkozat időpontjában más adóhatóságnál (vámhatóságnál) van-e esedékessé vált tartozása, és az milyen összegű. Az adóhatóság az általa felülvizsgált, az adózót megillető költségve-tési támogatást (adó-visszaigénylést, adó-visszatérítést), az általa nyilvántartott adótartozás, adók módjára behajtandó köztartozás, az adózó nyilatkozatában vagy a vámhatóság, illetőleg más adóhatóság megkeresésében közölt – vámhatóságot, más adóhatóságot megillető – tartozás összegéig visszatarthatja, és ezzel a tartozás megfizetettnek minősül.  A visszatartásról az adózót az adóhatóság határozattal értesíti. Az adózó nyilatkozatában feltüntetett tartozásra gyakorolt visszatartás esetében az adóhatóság a határozat mellőzésével, írásban értesíti az adózót a visszatartás tényéről. Az adóhatóság visszatartási jogának gyakorlását az adózó kérelmére akkor mellőzheti, ha a költségvetési támogatás (adó-visszaigénylés, adó-visszatérítés) elmaradása az adózó gazdálkodási tevékenységét ellehetetlenítené.
Az adóhatóság a nyilatkozat alapján visszatartott összegből a törvény szerint a kiutalásra nyitva álló határidőn belül, ha pedig megkeresésre jár el, a határozat jogerőre emelkedésétől számított 8 napon belül utalja át a jogosultnak az adózóval szemben fennálló követelését. Ha az igényelt költségvetési támogatás (adó-visszaigénylés, adó-visszatérítés) összege az adózót terhelő tartozások mindegyikére nem nyújt fedezetet, azt az adóhatóság először a nála nyilvántartott tartozás kiegyenlítésére számolja el az esedékesség sorrendjében, azonos esedékességű adóknál a tartozás arányában, a fennmaradó összeget, pedig a követelések arányában utalja át.

## Végrehajtás munkabérre, bankszámlára
A bankszámlát vezető hitelintézet az adóhatóság azonnali beszedési megbízását a végrehajtható okirat csatolása nélkül köteles teljesíteni. Ha az adóhatóság az azonnali beszedési megbízást valós tartalmú végrehajtható okirat hiányában nyújtotta be, a beszedési megbízás teljesítése napjától a jogosulatlanul beszedett adó, költségvetési támogatás visszatérítése napjáig a késedelmi pótlékkal azonos mértékű kamatot fizet. Ha az adóhatóság az adóst, megillető járandóságot (kifizetést), a hitelintézetnél kezelt összeget, illetőleg követelést vonja végrehajtás alá, és a munkáltató, kifizető, hitelintézet, valamint más személy az adóhatóság felhívása ellenére a levonást, átutalást, megfizetést elmulasztja, vagy nem a jogszabályban előírtaknak megfelelően teljesíti, az adóhatóság határozattal kötelezi a levonni, átutalni, megfizetni elmulasztott összeg erejéig az adótartozás megfizetésére. A határozatban foglalt teljesítési határidő elteltével az adóhatóság az adó-végrehajtási szabályok szerint intézkedik a tartozás behajtása (végrehajtása) iránt.

## Végrehajtás ingó és ingatlan vagyontárgyakra
Amennyiben a végrehajtást, a vállalkozási tevékenységet végző adózó üzemi, illetve üzleti tevékenységéhez szükséges gépjárművére folytatják, az adóvégrehajtó a végrehajtást a törzskönyv lefoglalásával foganatosítja. Ha az ezt követő 6 hónapon belül az adózó az adótartozását nem fizeti meg, az adóvégrehajtó a gépjárművet lefoglalja. Az ingatlan-végrehajtás elrendelésének akkor van helye, ha az adótartozás együtt az 500 000 forintot meghaladja, illetve ennél kisebb összeg esetén, ha a tartozás a végrehajtás alá vont ingatlan értékével arányban áll. A jogszabályban meghatározott lakásigény mértékének felső határát meg nem haladó nagyságú, az adós és a vele együtt élő közeli hozzátartozók lakhatását közvetlenül szolgáló lakástulajdon a végrehajtás során csak akkor értékesíthető, ha a végrehajtás más formái nem vezettek eredményre.
Az ingatlan-végrehajtást elrendelő határozat ellen benyújtott végrehajtási kifogásnak a határozat alapján teendő földhivatali intézkedésre halasztó hatálya nincs. A végrehajtást elrendelő adóhatóság a határozattal megkeresi az ingatlan fekvése szerint illetékes földhivatalt a végrehajtási jog bejegyzése végett. A földhivatal a megkeresés alapján széljegyzi a végrehajtási jogot, majd a határozat jogerőre emelkedéséről szóló értesítés alapján soron kívül bejegyzi az ingatlan-nyilvántartásba.
Ha az ingatlan-végrehajtás elrendelésének az nincs helye, az adóhatóságot az adótartozás erejéig az adózó ingatlanán jelzálogjog illeti meg. A jelzálogjog bejegyzéséről hozott határozat ellen benyújtott végrehajtási kifogásnak a határozat alapján teendő földhivatali intézkedésre halasztó hatálya nincs. Az adóhatóság a határozattal megkeresi az ingatlan fekvése szerint illetékes földhivatalt a jelzálogjog bejegyzése végett. A földhivatal a megkeresés alapján széljegyzi a jelzálogjogot, majd a határozat jogerőre emelkedéséről szóló értesítés alapján, soron kívül bejegyzi az ingatlan-nyilvántartásba. Amennyiben az adóhatóság egyidejűleg ingófoglalást foganatosított és ingatlan-végrehajtást rendelt el, az ingatlan értékesítésére abban az esetben kerülhet sor, ha az ingóvégrehajtás eredménytelen volt, vagy abból a tartozás nem egyenlíthető ki. A végrehajtás alá vont ingatlant rendszerint árverésen vagy nyilvános pályázat útján (a továbbiakban: árverés), illetve árverésen kívüli eladással kell értékesíteni.
Az árverési hirdetmény közhírré tételéhez fűződő jogkövetkezmények az árverés helye szerint illetékes adóhatóság hirdetőtábláján – az árverést megelőző 5. napig legalább 15 napon át – történő kifüggesztéssel állnak be. Ingó- és ingatlanárverés esetén – ha az árverés sikertelen volt, vagy ha a becsérték megállapítása és az árverés között a végre-hajtási eljárás szüneteltetése, felfüggesztése, illetőleg igényper megindítása folytán legalább 3 hónap eltelt – az adó-végrehajtó a becsértéket módosíthatja.
Az adóhatóság és az adós a végrehajtási eljárás során a Pénzügyminisztérium, illetőleg az önkormányzat képviselő-testületének hozzájárulásával az adós vagyonából lefoglalt ingó vagy ingatlan vagyontárgy tulajdon-, kezelői jogának az állam vagy az önkormányzat javára történő átruházására – a kikiáltási árnak megfelelő értékben – egyezséget köthet, ha a vagyontárgy valamely állami vagy önkormányzati feladat ellátását természetben szolgálja. Az egyezségben, szereplő összegben a központi költségvetést, illetőleg az önkormányzat költségvetését megillető adótartozás megfizetettnek minősül. Az adóhatóság értesítésben a zálogjogosultnak arról ad tájékoztatást, hogy a zálogjogból fakadó igény bírósági végrehajtási eljárás keretében érvényesíthető, és az erre vonatkozó kérelem az értesítés kézhezvételét követő 8 munkanapon belül terjeszthető elő az adós lakóhelye (székhelye) szerinti helyi bíróságnál.
A bíróság a kérelmet, elbíráló végzést megküldi az adóhatóságnak. A kérelem elbírálása során az adóssal szemben folyamatban lévő végrehajtási ügyön az adóhatóság által a zálogjoggal terhelt vagyontárgyra folytatott végrehajtási eljárást kell érteni. A zálogjogosult bekapcsolódását engedélyező határozat jogerőre emelkedését követően a bíróság a végzést azzal küldi meg az adóhatóságnak, hogy a zálogjoggal terhelt vagyontárggyal kapcsolatos végrehajtási iratokat küldje meg a bíróságnak, amely továbbítja azt a végrehajtás foganatosítását végző végrehajtónak. E szakasz alkalmazásában végrehajtási irat az adóhatóság követelését tartalmazó hátraléki kimutatás. A végrehajtás során az adóhatóság által hozott határozatok, illetőleg az adóvégrehajtó törvénysértő intézkedése vagy intézkedésének elmulasztása ellen az adós, a behajtást kérő, illetőleg az, akinek a végrehajtás jogát vagy jogos érdekét sérti – a sérelmezett intézkedés vagy annak elmaradásának tudomására jutásától számított 8 napon belül – végrehajtási kifogást terjeszthet elő. Az ok be-következtétől számított 6 hónap elteltével igazolásnak helye nincs, a benyújtott végrehajtási kifogást az adóhatóság érdemi vizsgálat nélkül utasítja el. A végrehajtási kifogásról a végrehajtást foganatosító adóhatóság felettes szerve 15 napon belül határoz. A megtámadott intézkedést helybenhagyja, megváltoztatja, megsemmisíti vagy az adóvégrehajtót az elmulasztott intézkedés megtételére, kötelezi határidő tűzésével. A végrehajtási kifogásnak – az ismételt végrehajtási kifogás kivételével – a további végrehajtási cselekményekre halasztó hatálya van.

## A végrehajtási eljárás felfüggesztése
Az adóhatóság az adós kérelmére vagy felettes szerve rendelkezésére a határozat végrehajtását felfüggeszti, ha az adótartozást előíró határozat megváltoztatása vagy megsemmisítése várható.
A végrehajtási eljárás szünetel, ha
- az adózó kérelmére az adóhatóság fizetési halasztást vagy részletfizetést engedélyezett,
- a fizetési halasztás, részletfizetés vagy az adótartozás mérséklésére irányuló kérelem tárgyában jogerős döntést még nem hoztak,
- az adózó meghalt, illetőleg megszűnt, az adó megfizetésére határozattal kötelezett személyt megállapító határozat jogerőre emelkedéséig,
- külön törvény így rendelkezik.

Ha az adózó fizetési könnyítésre vagy adótartozás-mérséklésre irányuló kérelmét az adóhatóság jogerős határozattal elbírálta, az újabb fizetési könnyítési vagy adótartozás mérséklése iránti kérelmére a végrehajtás nem szünetel. Amennyiben az adóhatóság az árverést már kitűzte, az adózó által benyújtott fizetési könnyítési vagy adótartozás mérséklése iránti méltányossági kérelem a végrehajtást nem szünetelteti.

## Az adóbehajtási kifogás
A VÉGREHAJTÁS FOGANATOSÍTÁSÁVAL KAPCSOLATOS JOGORVOSLATOK
Végrehajtási kifogás a bírósági végrehajtásban
A végrehajtási törvény az adósnak lehetőséget biztosít jogorvoslatra, vagyis a végrehajtási cselekményekre kifogással élhet.  A végrehajtó törvénysértő intézkedése, illetőleg intézkedésének elmulasztása (a továbbiakban együtt: intézkedése) ellen a fél vagy más érdekelt végrehajtási kifogást terjeszthet elő a végrehajtást foganatosító bírósághoz.
A végrehajtási kifogást a végrehajtó intézkedésétől számított 15 napon belül kell előterjeszteni. Ha az intézkedés később jutott a kifogást előterjesztő tudomására, vagy ez a kifogás előterjesztésében a végrehajtó intézkedésétől számított 15 napon túl is akadályozva volt, a végrehajtási kifogás előterjesztésének határidejét a tudomásszerzéstől, illetőleg az akadály megszűnésétől kell számítani.
A végrehajtó intézkedésétől számított 1 év eltelte után nem lehet végrehajtási kifogást előterjeszteni. E határidő elmulasztása miatt nincs helye igazolásnak.
A végrehajtási kifogásról a bíróság - szükség esetén a felek meghallgatása után - végzéssel határoz.Forrás: http://www.adotartozas.hu
Végrehajtási kifogásra van lehetőség az adó végrehajtási eljárásban is: A végrehajtás során az adóhatóság által hozott határozatok, illetőleg az adóvégrehajtó (ideértve az adóhatóság megbízásából eljáró bírósági végrehajtót is) törvénysértő intézkedése vagy intézkedésének elmulasztása ellen az adós, a behajtást kérő, illetőleg az, akinek a végrehajtás jogát vagy jogos érdekét sérti - a sérelmezett intézkedés vagy annak elmaradásának tudomására jutásától számított 8 napon belül - végrehajtási kifogást terjeszthet elő. Az ok bekövetkeztétől számított 6 hónap elteltével igazolásnak helye nincs, a benyújtott végrehajtási kifogást a felettes szerv érdemi vizsgálat nélkül utasítja el. A végrehajtási kifogásról a végrehajtást foganatosító adóhatóság felettes szerve 15 napon belül határoz. A megtámadott intézkedést helybenhagyja, megváltoztatja, megsemmisíti vagy az adóvégrehajtót az elmulasztott intézkedés megtételére kötelezi határidő tűzésével. A végrehajtási kifogásnak - az ismételt végrehajtási kifogás kivételével - a további végrehajtási cselekményekre halasztó hatálya van. A kifogás tárgyában hozott határozat ellen fellebbezésnek van helye. A végrehajtási kifogásnak - az ismételt, illetőleg az árverés kitűzését követően benyújtott, az árverés kitűzésének jogszerűségét nem vitató végrehajtási kifogás kivételével - a további végrehajtási cselekményekre halasztó hatálya van. A végrehajtási kifogás beérkezéséről a végrehajtót az adóhatóság haladéktalanul értesíti. 

## Adóbehajtási költségek
A végrehajtással kapcsolatban felmerült költség, így különösen az alkalmazott becsüs díjazása, a szállítási, tárolási, értékesítési és egyéb költség az adózót, illetve az adók módjára behajtandó köztartozás fizetésére kötelezettet terheli.
Az adóhatóság a költségekről határozatot hoz, amelynek összege ingó- és ingatlan-végrehajtás esetén nem lehet kevesebb 2000 forintnál. Amennyiben a biztosítási intézkedést elrendelő határozatot a végrehajtási kifogást elbíráló felettes szerv megsemmisíti, a biztosítási intézkedéssel felmerült költségeket az adóhatóság viseli.